# نارسیسو ایبانیس سرادور
نارسیسو ایبانیس سرادور (اسپانیایی: Narciso Ibáñez Serrador‎؛ زادهٔ ۴ ژوئیهٔ ۱۹۳۵ – درگذشتهٔ ۷ ژوئن ۲۰۱۹) کارگردان فیلم، تهیه‌کننده و نویسنده اهل اروگوئه و اسپانیا بود.
نخستین اثر او در زمینهٔ کارگردانی تئاتر، کارگردانیِ نمایش‌نامهٔ باغ‌وحش شیشه‌ای اثرِ تنسی ویلیامز بود.